# Podogaster variegatus
Podogaster variegatus là một loài tò vò trong họ Ichneumonidae.